# Hans Wolfsbauer-Schönau
Hans Wolfsbauer-Schönau (* 28. Dezember 1925 in Schönau an der Triesting, Niederösterreich; † 25. Juli 2005 in Innsbruck) war ein österreichischer Architekt, Maler und Grafiker.

## Leben
Hans Wolfsbauer-Schönau wurde am 28. Dezember 1925 in Schönau an der Triesting in Niederösterreich geboren. Er wuchs in Bad Gastein auf, wo der Vater ein renommierter Fotograf war. In seinem Elternhaus verkehrten namhafte Künstler wie Alfons Walde, Luigi Kasimir und Karl Heinrich Waggerl. Er besuchte das Internat im Lehrerhaus in Salzburg Leopoldskron und erkannte früh seine Berufung zur Architektur und Malerei. Als Gymnasiast führte er ein „Tagebuch in Bildern“. Er studierte in Salzburg, Kreuzberg und Wien und wurde Bauingenieur. Nach dem Studium arbeitete er als freischaffender Architekt und bei führenden Architekturbüros in Deutschland, der Schweiz und Österreich. 1961 übernahm er die Werkplanung des Flughafens Innsbruck sowie die Projektierung und Ausführung größerer Wohn- und Geschäftsbauten.
In der Folge verlegte er sich immer mehr auf das Gebiet der Innenarchitektur und beschäftigte sich intensiv mit Malerei und Grafik. Bekannt wurde er durch seine Ausstellungen „Motive aus dem Alpenraum als Kunstmotiv“ und seine dreidimensionalen Arbeiten, den „Stereoismus“. Er gilt als einer der Begründer der „plastischen Malerei“, in der durch die Verwendung neuer Materialien plastische bzw. dreidimensionale Gemälde entstanden. Nach dem großen Erfolg seiner ersten Einzelausstellung „Welt und Weltall“ 1977 im Kongresshaus Innsbruck, die von 10.000 Besuchern gesehen wurde, beschloss er, sein Leben nur mehr der Malerei zu widmen. Zahlreiche Ausstellungen folgten. Wolfsbauer-Schönau hat zudem über sämtliche Schaffensperioden hindurch ein äußerst umfangreiches, der Stadt und dem Land Salzburg gewidmetes Œuvre geschaffen. Seine Werke tragen allesamt eine unverkennbare Handschrift und sind gleichsam „komponiert“ – im Strich kraftvoll und sparsam werden Raum, Struktur und Farbe zu einer Einheit.
Wolfsbauer-Schönau gilt als Meister der Architektur- und Ölgrafik, auf deren Gebiet er international neue Maßstäbe setzte. Seine Arbeiten finden sich in vielen öffentlichen und privaten Sammlungen im In- und Ausland.
2003 verlieh ihm Bundespräsident Thomas Klestil das Österreichische Ehrenkreuz für Wissenschaft und Kunst I. Klasse. Der Künstler arbeitete bis kurz vor seinem Tod am 25. Juli 2005 mit ungeminderter Schaffenskraft.

## Werke
- Salzburg. 1998, Öl auf Karton, 50 × 70 cm
- Mirabellgarten und Festung Hohensalzburg. 1980, Mischtechnik auf Papier
- Residenzbrunnen. 1982, Öl auf Papier, 58 × 48 cm
- Spiralnebel. Plastisches Ölgemälde auf Holz